# Автопортрет (альбом)
«Автопортрет. Българска телевизия представя (Болгарское телевидение представляет)» (иногда ошибочно называющийся «Авто́графом») — один из первых полноценных долгоиграющих дисков (LP) Владимира Высоцкого, записанный во время гастролей «Театра на Таганке» в Болгарии, на первой студии «Радио София» в сентябре 1975 года по предложению местной фирмы звукозаписи «Балкантон», в частности руководителем болгарского телевидения Иваном Славковым. Запись проходила поздней ночью из-за плотного графика театра. Высоцкому аккомпанировали Виталий Шаповалов и Дмитрий Межевич. Альбом был записан за один дубль.
Диск был выпущен 20-тысячным тиражом уже после смерти автора, в 1981 году. Возможно, ранее запись предназначалась исключительно для болгарской партийной элиты. В том же году была выпущена одноимённая кассета, дополненная ещё тремя песнями, а через десять лет — пластинка «Владимир Высоцки в България», куда вошли песни, отсутствовавшие на первом диске, и авторские комментарии к ним. На пластинке сохранилось одна из немногих записей стихотворения «Разговор в трамвае». В 1999 году, уже в России, фирма SoLyd Records выпустила CD-диск «Автопортрет», содержащий в себе практически все песни с записи пластинки.

## История создания

### Предыстория
Имя Владимира Высоцкого стало известно в Болгарии в 1960-х годах среди софийских студентов и почитателей его поэзии. Впервые «частушки» Владимира Семёновича получили своё упоминание 9 января 1966 года в рецензии спектакля «Десять дней, которые потрясли мир» газеты «Работническо дело». Внимание к стихам Высоцкого было высоким ещё задолго до его приезда в Болгарию. Впоследствии стихи и песни Высоцкого переводились и переиздавались в Болгарии множество раз. Про Владимира Семёновича было написано несколько книг на болгарском языке. При жизни Высоцкого, в 1978 году, вышел совместный сборник «Мелодии» и «Балкантона» — «Баллады и песни». О нём Владимир Семёнович упоминал в интервью корреспонденту редакции иновещания Всесоюзного радио 1980 года: «Несколько лет назад я записал на „Мелодии“ два больших диска: один — свой, а у второго диска на одной стороне — мои песни, а на второй — моя жена, Марина [Влади], поёт по-русски мои же песни, написанные специально для неё. <…> Потом я смотрю, „Мелодия“ вместе с болгарами издаёт пластинку, в которой есть ещё несколько вещей из этих дисков, а у нас они так и не случились».

Людмила Живкова с мужем Иваном Славковым

В начале 1970-х годов в Москву приехала Людмила Живкова, — дочь генерального секретаря ЦК Болгарской коммунистической партии Тодора Живкова, работавшая в то время в болгарском комитете по культурным связям с зарубежными странами. По рекомендации своего мужа Ивана Славкова, тогдашнего руководителя болгарского телевидения, она позвонила журналисту Любомиру Коларову и попросила того показать ей Москву. У себя дома он познакомил её с Юрием Любимовым — художественным руководителем и директором «Театра на Таганке». Живкова предложила пригласить театр в Болгарию. Первоначально планировалось лишь 12 дней гастролей, однако, болгарское министерство культуры попросило продлить их ещё на 6 дней.
В сентябре 1975 года Владимир Высоцкий в составе труппы театра впервые выехал за рубеж в Болгарию. В эту страну Высоцкий собирался ещё в 1973 году, однако поездка так и не состоялась. За 18 дней Высоцкий и труппа посетила целый ряд болгарских городов. «Сколько мы городов посетили!», — вспоминал актёр Таганки Дмитрий Межевич, — «Называйте любой, — не ошибётесь. Везде нас принимали фантастически радушно».

### Запись
Для всех таганских актёров время, проведённое в Болгарии, было расписано буквально по часам. Помимо спектаклей, были ещё концерты, встречи со зрителями и съёмки для телевидения.
Во время визита в Софию, местная фирма звукозаписи «Балкантон» предложила Высоцкому записать собственный альбом. Славков хотел снять музыкальный фильм про поэта, но для него не было подходящей аудиодорожки, а сам Высоцкий не очень хотел посещать студию. Хотя, по словам биографа Марка Цыбульского, он согласился не раздумывая, несмотря на огромную загруженность (запись пришлось делать ночью, после спектакля и интервью). Такая возможность — записать целую пластинку своих песен — у Высоцкого появилась впервые в жизни: на тот момент в СССР вышло лишь несколько миньонов, а диски, записанные позже в Канаде и Франции, тогда ещё даже не планировались.

Высоцкий в Софии, во время интервью в кафе «Лотос» для телепередачи «Вместо интервью», 22 сентября 1975 года. Оператор — Румен Костов

Иван Славков организовал три передачи с участием Владимира Высоцкого и постоянно с ним встречался. Вечером 22 сентября Высоцкий приглашён на интервью в ресторан «Лотос», баре «Болгарского национального телевидения» возле Орлова моста. Тогда труппу задержали на приёме после спектакля, из-за чего Владимир Семёнович сильно опоздал, и пришёл без гитары. Во время интервью Высоцкий рассказал о спектаклях, о Гамлете и о друзьях в Москве. Потом нашлась гитара и он исполнил восемь своих песен. Получасовая запись вошла в телепередачу «Вместо интервью».

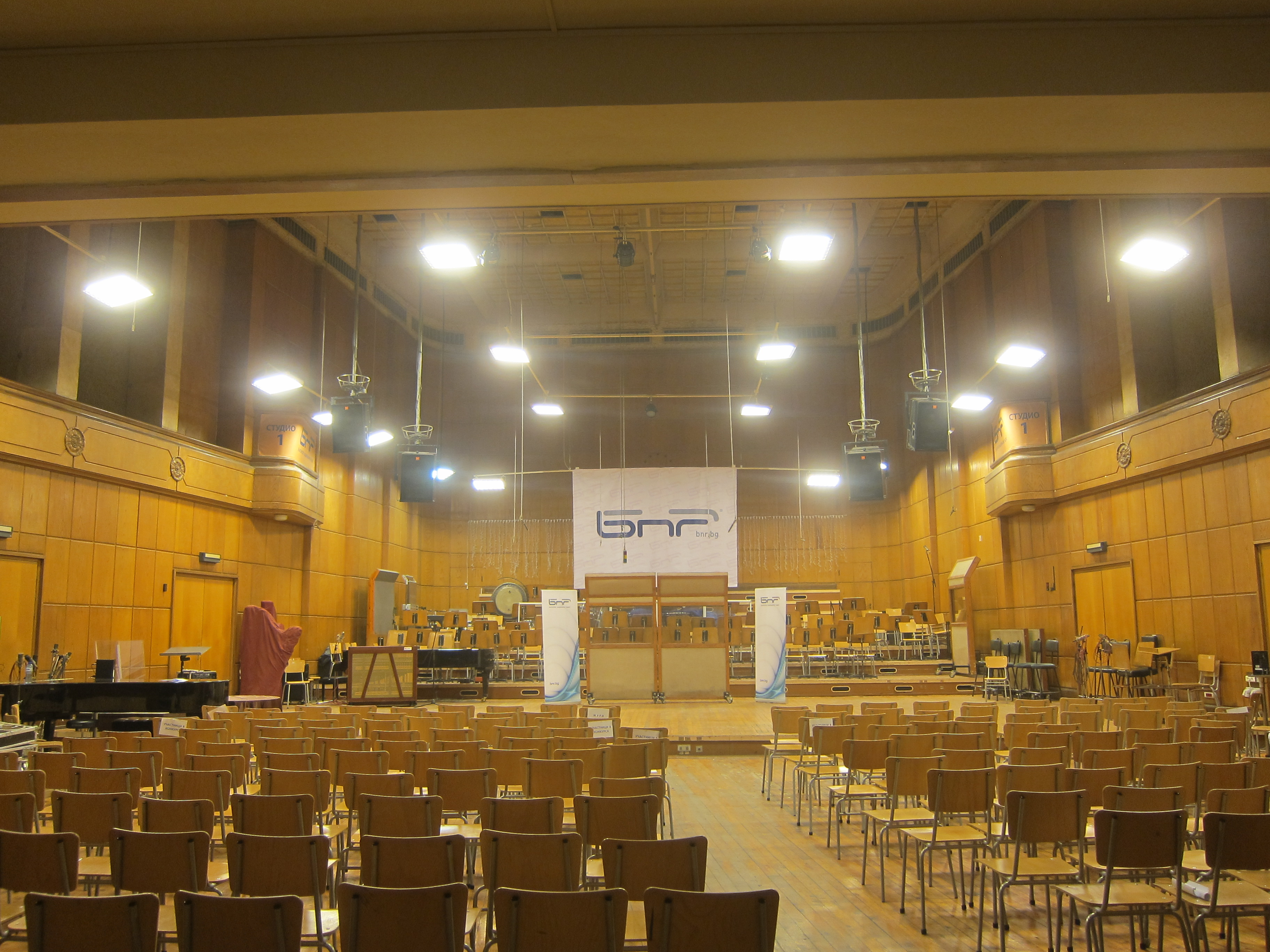
Первая студия «Болгарского национального радио»

После посиделок Славков предложил продолжить вечер в другом ресторане. В ту ночь, по его распоряжению, первая студия «Болгарского национального радио» была обустроена под заведение (корчму). Там находились столы, официанты, декорации и аппаратура «ресторанного» оркестра. По воспоминаниям Любена Георгиева, в студии находилось много народу — «гораздо больше, чем требовалось». Москвичам без проблем удавалось общаться с болгарами и понимать их. Лизе Матевой, которая нашла для Георгиева и работников радио зал, приходилось часто выходить из кабины, пока те стояли за стеклом.
После просьбы со стороны хозяев ничего не подозревающий Высоцкий согласился исполнить несколько своих песен. Выступление тайно записали профессиональной техникой. По словам Славкова, с записью помогал директор радио — Боян Трайков. Она проходила с 0:45 (по другим сведениям — с 11 вечера) до 3 часов утра, поэтому в источниках датой записи указывается не 22, а уже 23 число.
Высоцкому аккомпанировали два его приятеля по Таганке — Виталий Шаповалов и Дмитрий Межевич. Когда Таганка только отыграла спектакль, к Шаповалову подошёл Высоцкий и предложил заработать 88 левов. На студию их привёз, по воспоминаниям Шаповалова, сам руководитель телевидения — «нагловатый такой молодой человек». То, что в студию пришли «двое с гитарами», подтвердил и находящийся в студии Славков. В отличие от Межевича, Шаповалов совсем не разбирался в репертуаре Высоцкого, однако тот сказал, что «один раз послушаешь — второй уже будешь врубать». Альбом был записан за один дубль.
Перед началом «Песни о погибшем лётчике» Владимир Семёнович, обращаясь к своим коллегам, говорит: «Ну, давайте начнём. Значит, первые два куплета споём как вальс, а потом я сменю ритм, а вы за мной пойдёте. Хорошо? Давай, Дима, начинай». На протяжении всей записи Высоцкий подсказывал своим коллегам, в каких тональностях и ритмах играть песни («Значит, Дим, будем мы её играть… даже лучше — в ре-миноре вы играете, да? Хорошо? А ритм такой — послушай…» («Песня иноходца»); «Значит, начинайте, только немножечко пониже давайте её споём — да? Соль минор. Тот же самый ритм.» («Дорожная история»)).
Возможно, был записан и видеоматериал, но не для телевизионных целей. По словам Любена Георгиева, в момент нахождения Высоцкого на радио, несколько снимков были сделаны Зафером Галибовым — фотографом поэта в Софии. По рассказу Майи Туровской, Владимир Семёнович вместе с Георгиевым посетил меховую фабрику в городе Нови-Искыр и потратил гонорар за будущую пластинку на дублёнки для своего друга Всеволода Абдулова и жены Марины Влади.

## Выпуск
Инициативу в издании пластинки проявлял Иван Славков: он связался с тогдашним директором «Балкантона» Александром Йосифовым и предоставил запись с радио. Йосифов без особых размышлений поддержал идею. Диск был выпущен 20-тысячным тиражом через год после смерти Высоцкого — в 1981 году. Как писал Славков, тогда «произошёл скандал». Возможно, ранее запись предназначалась исключительно для болгарской партийной элиты и её приходилось согласовывать именно с ней. Вместе с пластинкой была выпущена и кассета, в которую, кроме песен, содержащихся на диске, были включены «Он не вернулся из боя», «Лирическая» и «Кони привередливые». На пластинке сохранился набросок стихотворения, так и не ставшего песней, — «Разговор в трамвае», в авторском исполнении поэта.
Антон Орехъ из радио «Эхо Москвы» назвал пластинку, записанную в Болгарии «уникальной». По его мнению, по атмосфере она очень близка к живым выступлениям Высоцкого, а «уникальной» её делает то, что на ней поэт просто поёт под гитару, «без оркестровки и прочих наворотов».

По словам журналиста и барда Николая Атанасова, через некоторое время после гастролей песни исчезли с радио. Только через много лет он понял, что забрал к себе раритет Иван Славков, чтобы таким способом его «сохранить». В 2017 году оригинальные записи были найдены в архивах «Болгарского национального радио». На обложке пластинки изображён авторский шарж Владимира Высоцкого, воспроизведённый с оригинального рисунка, подаренного болгарскому поэту Любомиру Левчеву в 1973 году. Именно он был использован в качестве заставки к документальному фильму «Владимир Высоцкий: Автопортрет» (режиссёр Юрий Дроздов) 1987 года. Прочим оформлением обложки занялся Янчо Таков.

Обложка макси-сингла «Владимир Высоцки в България»

### «Владимир Высоцки в България»
Материала в ту ночь, когда записывали пластинку, набралось столько, что на диск «Балкантона» вошло далеко не всё. Уже в 1991 году была выпущена пластинка (макси-сингл) «Владимир Высоцкий в Болгарии» (болг. «Владимир Висоцки в България», ошибочно написано как «Владимир Высоцки в България»), куда вошли также некоторые песни, отсутствовавшие на первом диске и кассете, а также авторские комментарии к ним.

### Переиздание
В 1999 году, в России, фирма «SoLyd Records» выпустила CD-диск «Автопортрет», содержащий в себе полную запись от 22—23 сентября 1975 года, за исключением некоторых песен. Мастерингом занялся Алексей Ромашков, а оформлением — Андрей Гусев. Чуть позднее было выпущено повторное издание «Автопортрет № 13». В 2017 году издательством «Либрика» был выпущен идентичный альбом под названием «Высоцкий. Песня микрофона». По словам «Либрики», в самый последний момент люди, работающие в архивах радио предоставили им оригинальную мастер-ленту.

## Список композиций

### Оригинал 1981 года
| №                   | Название                                                                                        | Длительность |
| ------------------- | ----------------------------------------------------------------------------------------------- | ------------ |
| 1.                  | «болг. Песен за летеца (Песня о погибшем лётчике)»                                              | 5:05         |
| 2.                  | «болг. В съня ми се втурват жълти светлини (В сон мне — жёлтые огни…)»                          | 5:04         |
| 3.                  | «болг. За боя във вьздуха (Песня о воздушном бое)»                                              | 3:07         |
| 4.                  | «болг. Посещение на Музата или Песничка за плагиатора (Посещение Музы, или Песенка плагиатора)» | 2:31         |
| Общая длительность: | Общая длительность:                                                                             | 15:47        |

| №                   | Название | Длительность |
| ------------------- | --- | ------------ |
| 1.                  | «болг. Лов на глигани (Охота на кабанов)»                                                                              | 2:43         |
| 2.                  | «болг. Случка по пътя (Дорожная история)»                                                                              | 2:57         |
| 3.                  | «болг. На старта — Четиримата първенци или кой за какво тича (На дистанции — четвёрка первачей, или Кто за чем бежит)» | 4:51         |
| 4.                  | «болг. Какво нещо, какво нещо! (Вот это да!)»                                                                          | 2:35         |
| 5.                  | «болг. Диалог пред телевизора (Диалог у телевизора)»                                                                   | 4:11         |
| Общая длительность: | Общая длительность: | 17:17        |

### Кассета
| №                   | Название                                                                                        | Примечание          | Длительность |
| ------------------- | ----------------------------------------------------------------------------------------------- | ------------------- | ------------ |
| 1.                  | «болг. Песен за летеца (Песня о погибшем лётчике)»                                              |                     | 5:05         |
| 2.                  | «болг. В съня ми се втурват жълти светлини (В сон мне — жёлтые огни…)»                          |                     | 5:05         |
| 3.                  | «болг. За боя във вьздуха (Песня о воздушном бое)»                                              |                     | 3:10         |
| 4.                  | «болг. Посещение на Музата или Песничка за плагиатора (Посещение Музы, или Песенка плагиатора)» |                     | 3:30         |
| 5.                  | «болг. Той не се завърна от боя (Он не вернулся из боя)»                                        | запись «Мелодии»    | 3:15         |
| 6.                  | «Лирична (Лирическая)»                                                                          | запись «Мелодии»    | 3:15         |
| Общая длительность: | Общая длительность:                                                                             | Общая длительность: | 23:20        |

| №                   | Название                                                                                          | Примечание          | Длительность |
| ------------------- | ------------------------------------------------------------------------------------------------- | ------------------- | ------------ |
| 1.                  | «болг. Лов на глигани (Охота на кабанов)»                                                         |                     | 2:40         |
| 2.                  | «болг. Случка по пътя (Дорожная история)»                                                         |                     | 2:55         |
| 3.                  | «болг. На старта — Четиримата първенци или кой за какво тича (На дистанции — четвёрка первачей…)» |                     | 4:55         |
| 4.                  | «болг. Какво нещо, какво нещо! (Вот это да! (Песня Билла Сиггера))»                               |                     | 2:35         |
| 5.                  | «болг. Диалог пред телевизора (Диалог у телевизора)»                                              |                     | 4:10         |
| 6.                  | «болг. Капризните коне (Кони привередливые)»                                                      | запись «Мелодии»    | 5:40         |
| Общая длительность: | Общая длительность:                                                                               | Общая длительность: | 22:55        |

### Переиздание 1999 года
| №                   | Название                                                 | Длительность |
| ------------------- | -------------------------------------------------------- | ------------ |
| 1.                  | «Песня о погибшем лётчике»                               | 5:03         |
| 2.                  | «Песня о воздушном бое»                                  | 3:07         |
| 3.                  | «В сон мне — жёлтые огни…»                               | 5:03         |
| 4.                  | «Посещение Музы, или Песенка плагиатора»                 | 2:32         |
| 5.                  | «Песенка о переселении душ»                              | 2:45         |
| 6.                  | «Рассказ о песенной поэме про лошадей»                   | 1:31         |
| 7.                  | «Песня иноходца»                                         | 2:29         |
| 8.                  | «Охота на кабанов»                                       | 2:41         |
| 9.                  | «Рассказ о песне „Тот, который не стрелял“»              | 1:45         |
| 10.                 | «Тот, который не стрелял»                                | 2:42         |
| 11.                 | «Дорожная история»                                       | 2:55         |
| 12.                 | «Песня микрофона»                                        | 4:24         |
| 13.                 | «На дистанции — четвёрка первачей, или Кто за чем бежит» | 4:51         |
| 14.                 | «Про прыгуна в длину»                                    | 2:02         |
| 15.                 | «Вот это да!»                                            | 2:35         |
| 16.                 | «Разговор в трамвае (Фрагмент)»                          | 0:33         |
| 17.                 | «Диалог у телевизора»                                    | 3:39         |
| 18.                 | «Инструкция перед поездкой»                              | 4:54         |
| Общая длительность: | Общая длительность:                                      | 55:31        |